# Берендорф (Шлезвіг-Гольштейн)
Берендорф (нім. Behrendorf) — громада в Німеччині, розташована в землі Шлезвіг-Гольштейн. Входить до складу району Північна Фризія. Складова частина об'єднання громад Фіель.
Площа — 15,29 км2. Населення становить 563 ос. (станом на 31 грудня 2020).